# Список создателей письменности
Ниже в хронологическом порядке приведены создатели различных систем письма (как легендарные, так и реально существовавшие). Древние даты — условные, и приводятся согласно традиционной хронологии:
| Дата                        | Письменность                             | Создатель |
| --------------------------- | ---------------------------------------- | --- |
| ~ 3350 до н. э. (?)         | Эфиопское письмо                         | Енос, библейский патриарх (согласно преданию) |
| ~ 3000 до н. э. (?)         | Египетские иероглифы                     | Тот, египетский бог (согласно преданию) |
| ~ 2850 до н. э. (?)         | Китайское письмо                         | Фу Си, легендарный китайский монарх (согласно преданию) Цан Цзе, легендарный китайский историограф (согласно преданию) |
| ~ 2650 до н. э. (?)         | Клинопись                                | Эн-Меркар, мифический шумерский царь (согласно эпосу «Эн-Меркар и владыка Аратты») |
| ~ 2000 до н. э. (?)         | Огамическое письмо                       | Фений Фарсайд, мифический скифский царь (согласно ирландскому фольклору) |
| ~ 1875 до н. э. (?)         | Огамическое письмо                       | Огма, мифический обожествленный ирландский вождь (согласно преданию) |
| ~ 1350 до н. э. (?)         | Греческий алфавит                        | Кадм, мифический финикийский принц (согласно древнегреческой мифологии) |
| ~ 1250 до н. э. (?)         | Латинский алфавит                        | Эвандр, мифический римский герой (согласно древнеримской мифологии) |
| ~ 350                       | Готское письмо                           | Вульфила, первый епископ готов (согласно преданию) |
| ~ 405                       | Армянский алфавит                        | Месроп Маштоц, армянский просветитель |
| 420-е гг.                   | Агванское письмо                         | Месроп Маштоц, армянский просветитель |
| ~ V в.                      | Грузинский алфавит                       | Наиболее широкое распространение в мировой исторической науке получила точка зрения, основанная на армянских первоисточниках V—VII веков, согласно которым создателем первого грузинского письма — мргвловани — является Месроп Маштоц (создавший также в 405 году н. э. армянский алфавит). Грузинские историки в подавляющем большинстве придерживаются точки зрения, что грузинский алфавит возник до Месропа Маштоца. |
| ~ 650                       | Тибетское письмо                         | Тхонми Самбхота, легендарный тибетский писец (согласно преданию) |
| ~ 778—850                   | Арабские цифры                           | Абу Абдулла Мухаммед ибн Муса аль-Хорезми, хорезмский учёный |
| ~ 806                       | Кана                                     | Кукай, японский религиозный деятель (согласно преданию) |
| ~ 863                       | Глаголица                                | Кирилл, греческий монах |
| ~ 880                       | Лимбу                                    | Сириджонга, непальский король (согласно преданию) |
| ~ 900                       | Кириллица                                | Климент Охридский, болгарский архиепископ (наиболее вероятная гипотеза) |
| ~ 925                       | Малое киданьское письмо                  | Елюй Дела, киданьский писец |
| 1036                        | Тангутское письмо                        | Ели Жэньжун, тангутский учёный |
| 1120                        | Чжурчжэньское письмо                     | Ваньянь Сиинь, маньчжурский писец |
| ~ 1250 (?)                  | Варанг-кшити                             | Дхаван Тури, вероятно, мифический персонаж (согласно утверждениям Лако Бодра, считающегося создателем письменности) |
| ~ 1250 (?)                  | Донгба                                   | Моубао Азонг, тибетский король (согласно преданию) |
| 1269                        | Монгольское квадратное письмо            | Дрогон Чогьял Пагба, тибетский монах |
| 1283                        | Тайское письмо                           | Рамхамхенг Великий, тайский король (согласно преданию) |
| ~ 1300                      | Силоти Нагри                             | Сахджалал (Бенгалия) (согласно преданию) |
| 1372                        | Древнепермское письмо                    | Стефан Пермский, русский миссионер |
| ~ 1443, обнародовано в 1446 | Хангыль                                  | Седжон Великий, корейский король |
| ~ 1539                      | Гурмукхи                                 | Ангад, сикхский гуру (согласно преданию) |
| 1599                        | Маньчжурское письмо                      | Айсиньгиоро Нурхаци, маньчжурский хан, возможно, также его советники — Эрдени-бакши и Гагай-заргучи |
| ~ 1624                      | Вьетнамский алфавит                      | Александр де Род, французский миссионер |
| 1648                        | Тодо бичиг                               | Зая-Пандита, калмыцкий лама |
| 1686                        | Универсальный алфавит                    | Фрэнсис Лодвик, голландский лингвист |
| 1686                        | Соёмбо                                   | Дзанабадзар, монгольский монах |
| ~ 1700                      | Лепча                                    | Тикунг Мен Салонг, сиккимский учёный |
| ~ 1768                      | Фонетический алфавит Франклина           | Бенджамин Франклин, американский государственный деятель |
| ~ 1818                      | Сербский алфавит                         | Вук Стефанович Караджич, сербский лингвист |
| ~ 1819                      | Письмо чероки                            | Секвойя, вождь чероки, серебряных дел мастер |
| 1821                        | Шрифт Брайля                             | Луи Брайль, французский тифлопедагог |
| ~ 1833                      | Ваи                                      | Момолу Лувалу Букэлэ (Либерия) |
| ~ 1835                      | Азбука Морзе                             | Сэмюэл Морзе, американский изобретатель |
| ~ 1840                      | Слоговое письмо для языков оджибве и кри | Джеймс Эванс, канадский миссионер |
| 1840                        | Алфавит Бютакукье                        | Наум Векилхарджи (Албания) |
| ~ 1855                      | Стандартный алфавит Лепсиуса             | Карл Рихард Лепсиус, немецкий египтолог |
| ~ 1855                      | Алфавит Дезерет                          | Джордж Уотт и Парли Пратт, американские мормонские деятели |
| 1867                        | «Видимая речь»                           | Мелвилл Белл, американский учитель |
| 1868                        | Нью-Йоркская система (Система Уэта)      | Уильям Белл Уэт, американский учитель |
| ~ 1885                      | Слоговое письмо для языка кэрриер        | Адриен-Габриэль Морис, французский миссионер |
| ~ 1890                      | Слоговое письмо для языка блэкфут        | Джон Уильям Тимс (США) |
| ~ 1896                      | Бамум                                    | Нджойя, султан Бамума |
| ~ 1900                      | Югтун                                    | Уякук, эскимосский миссионер |
| 1905                        | Вагиндра                                 | Агван Доржиев, российский буддийский учёный и политик |
| 1905                        | Письмо Полларда                          | Сэм Поллард, британский миссионер |
| 1908                        | Афака                                    | Афака Атумиси (Суринам) |
| 1913                        | Чжуинь                                   | Чжан Бинлинь, китайский лингвист |
| ~ 1915                      | Алфавит Фрейзера                         | Джеймс Фрейзер, британский протестантский миссионер |
| 1921                        | Кикакуи                                  | Кисими Камала (Сьерра Леоне) |
| ~ 1921                      | Сомалийское письмо                       | Осман Юсуф Кинадид (Сомали) |
| 1924                        | Байтурсуновский арабский алфавит         | Ахмет Байтурсынов (Казахстан) |
| 1925                        | Ол Чики                                  | Пандит Рагхунатх Мурму (Индия) |
| 1926 (впервые использовано) | Письмо кхом                              | Онг Коммадам, лаосский борец за свободу |
| 1928                        | Африканский алфавит                      | Дидрих Вестерман, немецкий миссионер и лингвист |
| ~ 1931                      | Чукотское письмо                         | Теневиль, чукотский оленевод |
| 1932                        | Курдский алфавит                         | Джеладет Бедырхан, курдский лингвист |
| ~ 1935                      | Кпелле                                   | Гбили (Либерия) |
| ~ 1935.                     | Лома                                     | Видо Зобо (Либерия) |
| 1936                        | Соранг Сомпенг                           | Мангеи Гоманго (Индия) |
| 1949                        | Нко                                      | Соломана Канте, гвинейский писатель |
| ~ 1949                      | Линейный графический язык                | Чарлз Блисс, австралийский инженер |
| ~ 1955                      | UNIFON                                   | Джон Мэлон (США) |
| 1959                        | Пахау                                    | Шон-лы Я (Лаос) |

## Магические и литературные
| Дата       | Письменность                                 | Создатель                                          |
| ---------- | -------------------------------------------- | -------------------------------------------------- |
| ~ 1150     | Litterae ignotae                             | Хильдегарда Бингенская, немецкая монахиня          |
| ~ 1220 (?) | Фиванский алфавит                            | Гонорий из Фив, вероятно, мифический автор         |
| 1478       | Енохианский алфавит                          | Иоганн Пантеус, немецкий писатель                  |
| 1499       | «Ангельский» (магический) алфавит            | Иоганн Тритемий, немецкий богослов                 |
| 1516       | Утопический алфавит                          | Томас Мор, английский писатель                     |
| ~ 1520     | Алфавит Волхвов                              | Парацельс, швейцарский алхимик                     |
| ~ 1525     | Transitus Fluvii, Malachim, Небесный алфавит | Генрих Корнелиус, немецкий алхимик                 |
| ~ 1582     | Енохианский алфавит                          | Джон Ди, английский алхимик                        |
| 1704       | Формозский алфавит                           | Джордж Салманазар, европейский авантюрист и учёный |
| ~ 1930     | Тенгвар, сарати и кирт                       | Дж. Р. Р. Толкин, английский писатель              |

## Стенография
| Дата          | Письменность             | Создатель                                                  |
| ------------- | ------------------------ | ---------------------------------------------------------- |
| ~ 63 до н. э. | Скоропись Тирона         | Марк Туллий Тирон — секретарь Цицерона (согласно преданию) |
| 1588          | Characterie              | Тимоти Брайт (Англия)                                      |
| 1602          | Скоропись Виллиса        | Джон Виллис (Англия)                                       |
| 1626          | Short Writing            | Томас Шелтон, английский переводчик                        |
| 1654          | Скоропись Рича           | Джеремайя Рич (Англия)                                     |
| ~ 1715        | Скоропись Байрома        | Джно Байром, британский поэт                               |
| 1792          | Universal Stenography    | Сэмюел Тейлор (США)                                        |
| 1817          | Скоропись Габельсбергера | Франц Ксаверий Габельсбергер, немецкий секретарь           |
| 1837          | Скоропись Питмана        | Айзик Питман (США)                                         |
| ~ 1879        | Скоропись Безеншека      | Антон Безеншек, словенский лингвист                        |
| ~ 1888        | Скоропись Грегга         | Джон Роберт Грегг, ирландский писатель                     |
| 1903          | Скоропись Бойда          | Роберт Бойд (США)                                          |
| 1922          | Скоропись Даттона        | Реджинальд Даттон (Великобритания)                         |
| 1935          | Скоропись Томаса         | Чарлз Томас                                                |
| ~ 1955        | Personal Shorthand       | Тео Йериан и Карл Салсер, американские учителя             |
| 1970          | Teeline Shorthand        | Джеймс Хилл (Великобритания)                               |